# Ohrada (Petrovice)
Ohrada je malá vesnice, část obce Petrovice v okrese Příbram ve Středočeském kraji. Nachází se asi tři kilometry východně od Petrovic. Ohrada leží v katastrálním území Obděnice o výměře 6,72 km².

## Historie
První písemná zmínka o vesnici pochází z roku 1575.

## Obyvatelstvo
| Rok            | 1869 | 1880 | 1890 | 1900 | 1910 | 1921 | 1930 | 1950 | 1961 | 1970 | 1980 | 1991 | 2001 | 2011 | 2021 |
| -------------- | ---- | ---- | ---- | ---- | ---- | ---- | ---- | ---- | ---- | ---- | ---- | ---- | ---- | ---- | ---- |
| Počet obyvatel | 51   | 66   | 53   | 51   | 47   | 50   | 43   | 44   | 51   | 50   | 37   | 34   | 35   | 31   | 23   |
| Počet domů     | 5    | 8    | 8    | 8    | 8    | 8    | 8    | 8    | 8    | 8    | 8    | 10   | 9    | 9    | 9    |

## Obecní správa
Při sčítání lidu v letech 1850–1979 Ohrada byla částí obce Obděnice, se kterým patřila nejprve do okresu Sedlčany, ale v roce 1950 v okrese Milevsko a od roku 1960 v okrese Příbram. Od 1. ledna 1980 je částí obce Petrovice v okrese Příbram.

## Pamětihodnosti
- Ve vesnici se na soukromém pozemku v zahrádce nachází kamenný kříž.
- Další kamenný kříž se nachází v ohradní zdi u stavení, také ve vsi.

## Pověsti
Nedaleko za vesnicí ve směru na Nálesí visel na mohutném smrku svatý obrázek. V těchto místech prý straší a k tomuto místu se vztahují následující pověsti.
Obrázek tam zavěsil hospodář z nedalekých Obděnic. Jednou ho v noci probudil nezvyklý šramot. Když vyhlédl ven, spatřil dvě siluety utíkajících mužů. Neváhal, popadl ručnici a vyběhl ven. Zloději se po jeho výhrůžkách ani nezastavili a začali utíkat. Sedlák, aby je zastavil, pro výstrahu vystřelil. Ale na neštěstí zasáhl jednoho z pronásledovaných. Padl mrtvý u tohoto smrku. Později, když se vše vyřídilo s patřičnými úřady, nechal zde sedlák pověsit svatý obrázek a už nikdy víc pušku nevzal do ruky.
Později se začalo povídat, že u obrázku straší. Po západu slunce se tam každý den zvedal tak silný vítr, že se místní začali tomu místu vyhýbat. O celé záležitosti se dozvěděli místní četníci a rozhodli se, patřičně posilněni v místní hospůdce, že celou věc vyšetří. Jeden se k obrázku vypravil s bryčkou a s párem koní. Vrátil se sám a dlouho o celé záležitosti nemluvil. Až později vyšlo najevo, že se mu v lese, když začal hučet vichr, koně splašili. Jeho vláčeli notný kus cesty, nakonec zpřetrhali otěže a utekli. On dostal místo pochvaly k úhradě škodu na bryčce a vynadáno.
Jeden místní pytlák ze vsi chodil v noci klást oka na zajíce. Když došel k obrázku, viděl, jak tam něco v mechu svítí. Vrhl se tam, začal rozhrabovat mech a místo očekávaných zlaťáků na něj svítila ohnivá lidská lebka. S poslední odvahou ji zase zahrnul a utíkal, jako když do něj střelí.
Jednou si obděnický hospodář vyhlédl v lese za Ohradou kousek od obrázku pěknou rovnou soušku. Vydal se pro ni za tmy. Zasekl poprvé, sekera odskočila. Po druhém také neúspěšném záseku vzhlédl vzhůru do koruny stromu a nevěřil vlastním očím. Nahoře seděl ohnivý pták a zvědavě a posměšně jej pozoroval. Sedlák měl pro strach uděláno a snažil se ptáka zaplašit křikem. Ten se ani nepohnul, až došla sedlákovi odvaha. Odešel s nepořízenou. Pro tu soušku se ale vrátil v ranních hodinách. Po ptákovi nebylo ani vidu, ani slechu a sekera se zasekla do kmene jako obvykle.
Jiný hospodář šel z Obděnic do Ratibořic. Šel také cestou okolo obrázku a nesl v kapse peníze. Šel zaplatit za prasátko, které si předchozí den odsud odnesl. Celou cestu u obrázku měl nepříjemný pocit, že ho někdo sleduje. Navíc slyšel praskání jehličí a kradmé kroky. Když se zastavil, kroky se zastavily také. Dostal strach a vrátil se. Dluh zaplatil až příští den a raději jel bryčkou a s čeledínem.

## Galerie

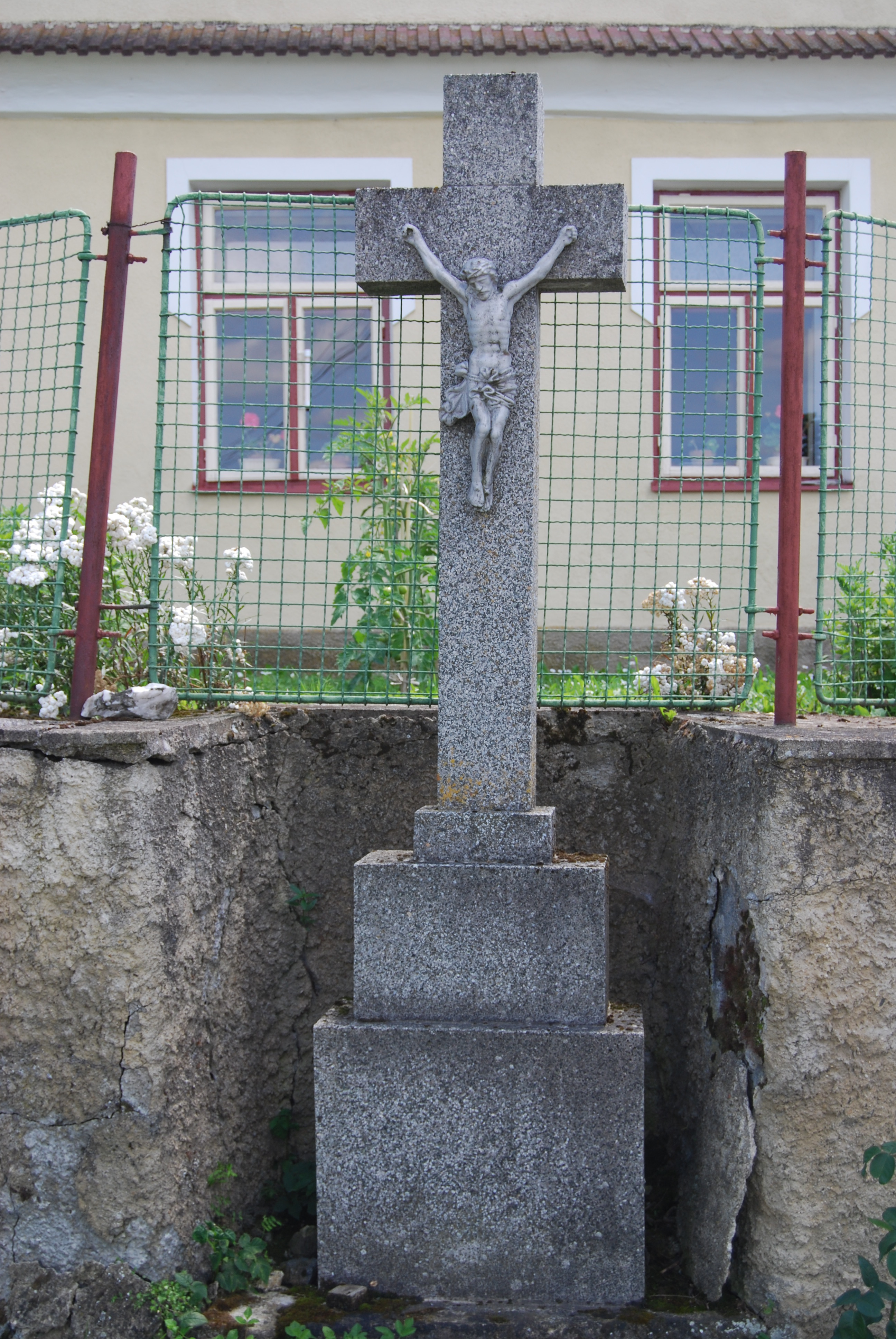
Kříž ve vsi
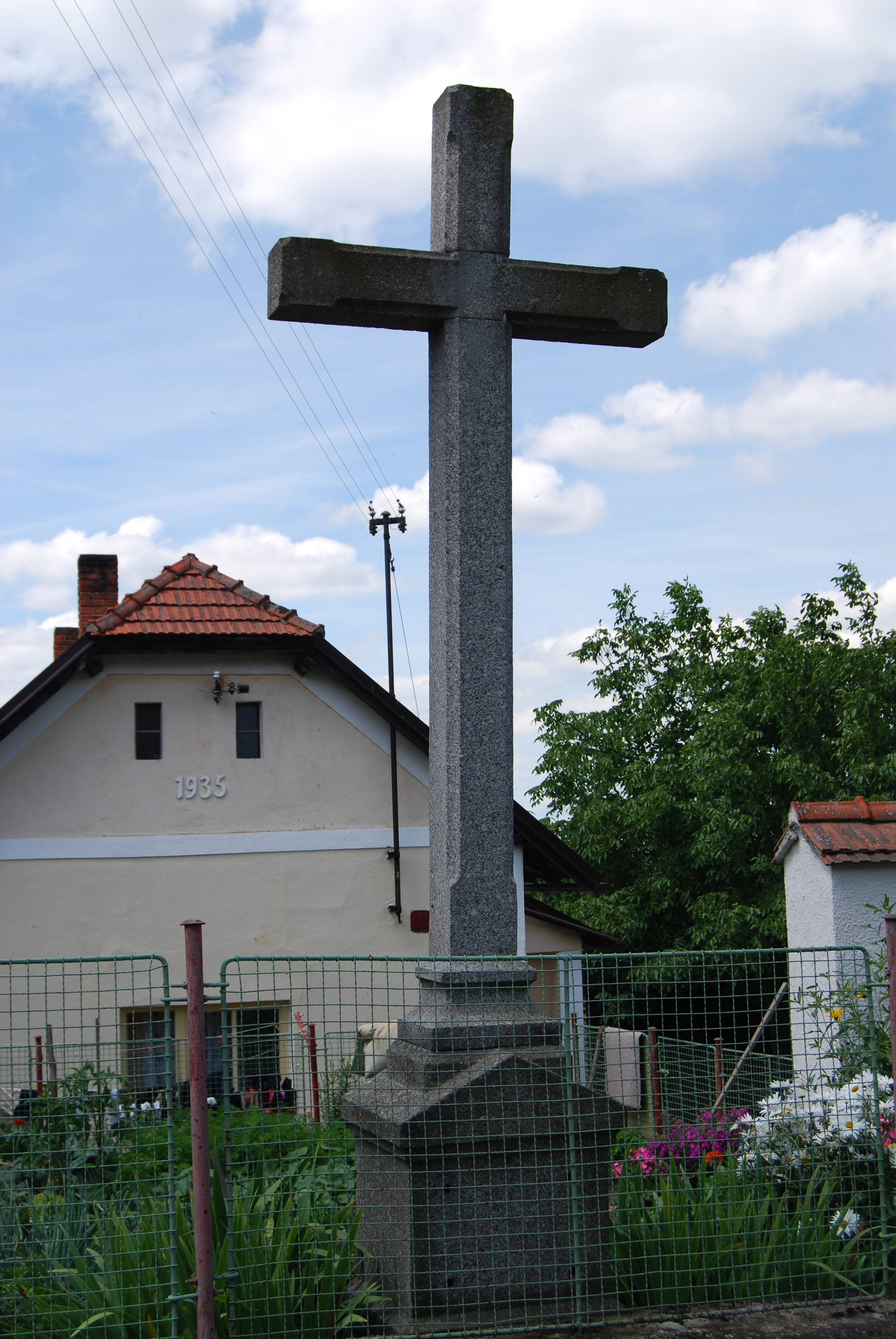
Kříž ve vsi
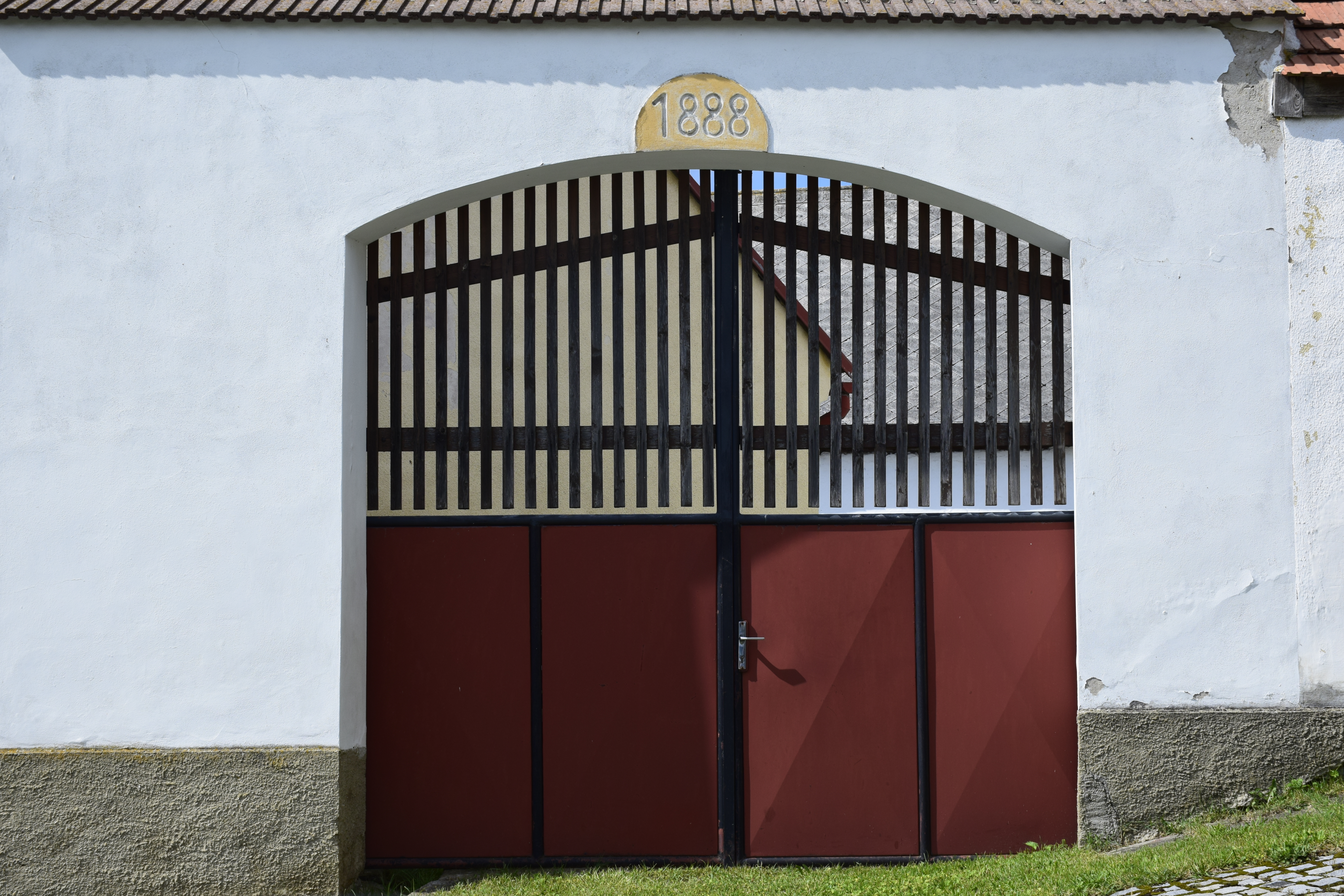
Vrata domu
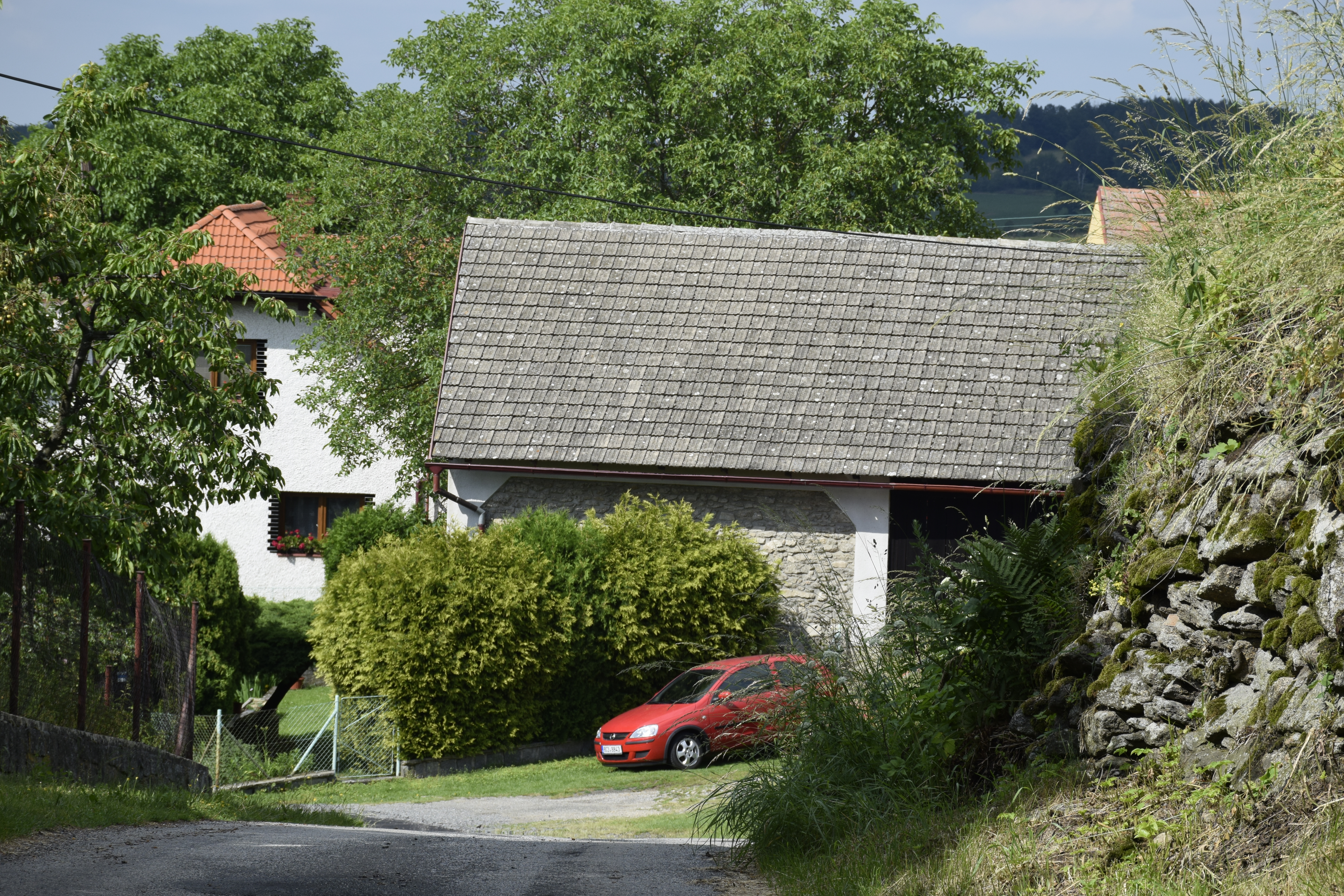
Cesta